# Ејва Девајн
Ејва Девајн (енгл. Ava Devine, IPA: ), рођена 22. јануара 1974, америчка је порнографска глумица кинеског, италијанског и шпанског порекла.
Енглеска глумица Хана Харпер назвала је Ејву „дамом из језера” порнографских филмова, у које она отелотворује мит промискуитетне жене спремне да има секс са било ким у било ком тренутку.
Октобра 2005. подвргла се операцији смањивања и затезања груди, па је са глумом наставила у јануару 2006.
Године 2011. часопис Complex ју је рангирао на 40. место у списку „The Top 50 Hottest Asian Porn Stars of All Time” („50 најврелијих азијатских порно звезда свих времена”).

## Номинације и награде
| Година | Свечаност      | Исход      | Награда | Филм                    |
| ------ | -------------- | ---------- | --- | ----------------------- |
| 2004   | AVN Award      | номинација | Most Outrageous Sex Scene | American Bukkake 21     |
| 2004   | XRCO Award     | номинација | Superslut | Н/Д                     |
| 2005   | AVN Award      | победа     | Best Oral Sex Scene, Video (са екипом: Francesca Le, Guy DiSilva, Rod Fontana, Steven French, Scott Lyons, Mario Rossi и Arnold Schwarzenpecker) | Cum Swallowing Whores 2 |
| 2007   | F.A.M.E. Award | номинација | Finalist for Dirtiest Girl in Porn | Н/Д                     |
| 2010   | Urban X Award  | номинација | Best Anal Performer | Н/Д                     |
| 2014   | Tranny Award   | номинација | Best Non-TS Performer | Н/Д                     |

## Филмографија
- Butt Gallery 1 (2003)
- Callgirls Undercover 1 (2003)
- Cum Swallowing Whores 2 (2003)
- Cumback Pussy 50 (2003)
- Double Air Bags 12 (2003)
- Double Decker Sandwich 1 (2003)
- Extreme Penetrations 5 (2003)
- Filthy First Timers 35 (2003)
- Finesse (2003)
- Gag Factor 12 (2003)
- Gangland 46 (2003)
- Glazed and Confused 2 (2003)
- Gonzomania 2 (2003)
- Jack's Playground 4 (2003)
- Juggernauts 1 (2003)
- Lesbian Big Boob Bangeroo 2 (2003)
- Lex Steele XXX 2 (2003)
- Limo Bustin Babes (2003)
- Love And Bullets (2003)
- More Than A Handful 13 (2003)
- My First Porn Scene 6: In Las Vegas (2003)
- Needy Housewives 1 (2003)
- Pimp (2003)
- Pink Eye 4 (2003)
- Pull My Hair And Call Me Stupid 2 (2003)
- Screw My Wife Please 34 (and Make Her Wacky) (2003)
- She's A Team Player 1 (2003)
- Slutwoman's Revenge (2003)
- Sodomania 41 (2003)
- Stack Em' Deep (2003)
- Tea Baggers 2 (2003)
- Tits That Saved XXX-mas (2003)
- Titty Fuckers 7 (2003)
- Titty Mania 12 (2003)
- Titty Mania 13 (2003)
- Trans X 4 (2003)
- Transsexual Gang Bangers 10 (2003)
- Vanity's Double Reverse Gang Bang (2003)
- Asian POV 1 (2004)
- Assault My Ass 1 (2004)
- ATM Babes 2 (2004)
- Ava Devine's Stocking Tease (2004)
- Big Boob DP Gang Bang 1 (2004)
- Big Boob Lesbian Party 2 (2004)
- Big Boob Volleyballers 2 (2004)
- Big Clits Big Lips 7 (2004)
- Big Tit Brotha Lovers 3 (2004)
- Big Tit Brotha Lovers 4 (2004)
- Big Tit Paradise 3 (2004)
- Butt Plumbers 4 (2004)
- Cluster Fuck (2004)
- Cock Attack (2004)
- Cream Pie Hunnies 3 (2004)
- Cum Filled Throats 4 (2004)
- Dirty Dave's Sugar Daddy 24 (2004)
- Double Air Bags 14 (2004)
- DP Wreckage 1 (2004)
- Droppin' Loads 3 (2004)
- Gangland Cream Pie 1 (2004)
- Gazongas 1 (2004)
- Girls Home Alone 21 (2004)
- In the Sex Party: Lost Auditions 3 (2004)
- Iron Head 1 (2004)
- It Takes a Whore (2004)
- Juggies 1 (2004)
- Knockin Nurses 2 (2004)
- Leave It to Cleavage (2004)
- Meat Holes 1 (2004)
- MILF Seeker 2 (2004)
- My Friend's Hot Mom 1 (2004)
- Pussy Playhouse 7 (2004)
- Pussyman's Fashion Dolls 3 (2004)
- Rack 'em Up 1 (2004)
- Screw My Wife Please: Collectors Edition 4 (2004)
- Sexpedition (2004)
- Sinful Asians 3 (2004)
- Straight Up The Pipe (2004)
- Voluptuous Vixens 1 (2004)
- 2 Scoops Double Dipped (2005)
- Asian Assault 3 (2005)
- Assturbators 2 (2005)
- Big Tit Paradise 4 (2005)
- Cheek Splitters 1 (2005)
- Cum Dumpsters 5 (2005)
- Deviant DP Girls 2 (2005)
- Dirty Little Sluts 3 (2005)
- Luv Dat Asian Azz 2 (2005)
- Midnight Prowl 3 (2005)
- My Mother Loves the Brothas 1 (2005)
- Pussyman's Ass Busters 9 (2005)
- Supersize Tits 7 (2005)
- Teen Cum Bunnies (2005)
- 3 Hours of Big Tit Fucking (2006)
- All Star Big Boobs (2006)
- Anal and DP Extravaganza 1 (2006)
- Anal Bandits 2 (2006)
- Asian Fever 28 (2006)
- Asian Fever Sex Objects 2 (2006)
- Asian Size Queens (2006)
- Best of Gangland Cream Pie (2006)
- Big Tit Anal Whores 3 (2006)
- Supersize Tits 7 (2005)
- Teen Cum Bunnies (2005)
- 3 Hours of Big Tit Fucking (2006)
- All Star Big Boobs (2006)
- Anal and DP Extravaganza 1 (2006)
- Anal Bandits 2 (2006)
- Asian Fever 28 (2006)
- Asian Fever Sex Objects 2 (2006)
- Asian Size Queens (2006)
- Best of Gangland Cream Pie (2006)
- Big Tit Anal Whores 3 (2006)
- Big Tit Ass Stretchers 1 (2006)
- Big Titties 3 (2006)
- Big Titties 4 (2006)
- Black Bros and Asian Ho's 2 (2006)
- Busty Beauties: 20th Anniversary Special Edition (2006)
- Deep Throat This 32 (2006)
- Gang Bang Sluts (2006)
- Greatest Cum Sluts Ever (2006)
- Greatest Cum Sluts Ever 2 (2006)
- Hellfire Sex 6 (2006)
- Hot Mama's (2006)
- Lip Lock My Cock 2 (2006)
- Luv Dat Asian Azz 6 (2006)
- Mini Van Moms 1 (2006)
- My First MILF 2 (2006)
- My Friend's Hot Mom 4 (2006)
- My Friend's Hot Mom 5 (2006)
- My Hot Wife Is Fucking Blackzilla 5 (2006)
- Nasty Habits 2 (2006)
- Naughty Office 5 (2006)
- Oriental Orgy World 4 (2006)
- Pussyman's Decadent Divas 29 (2006)
- Street Walkers 4 (2006)
- Throated 7 (2006)
- Yo Mama's a Freak 1 (2006)
- Big Butt MILTF 4 (2007)
- Blackzilla Is Splittin' That Shitter (2007)
- Boz the Beast 2 (2007)
- Chocolate Lovin' Moms 3 (2007)
- Diary of a MILF 7 (2007)
- Honey And MILF 3 (2007)
- Housewife 1 on 1 8 (2007)
- In Thru the Backdoor 1 (2007)
- Inside Jobs 1 (2007)
- Mamasans: The Asian MILF Movie (2007)
- MILF Soup 1 (2007)
- MILFs In Heat 3 (2007)
- Monster Cock Fuckfest 5 (2007)
- My Friend's Hot Mom 8 (2007)
- My Mom Craves Black Cock 1 (2007)
- Natural Born Big Titties 3 (2007)
- Naughty America: 4 Her 1 (2007)
- Naughty America: 4 Her 3 (2007)
- POV Suckoffs 2 (2007)
- Pump That Rump 1 (2007)
- Pussyman's Fetish Party 2 (2007)
- Pussyman's Stocking Stuffers (2007)
- Pu-Tang Dynasty (2007)
- Seduced by a Cougar 2 (2007)
- Super Shots: Ass Fuckers 3 (2007)
- Supersize Tits 10 (2007)
- Twin Peaks 5 (2007)
- World's Biggest Sex Show 4 (2007)
- 4 in the Pink 4 in the Stink 3 (2008)
- Access (2008)
- Anal Stir Fry 2 (2008)
- Arch Attack (2008)
- AssOrama  (2008)
- Ava Devine Biggest Greatest Whore Of All Time  (2008)
- Big Tit Cocksuckers (2008)
- Black Cock Face Fuckers (2008)
- Black Sperm Receptacles 2 (2008)
- Boy Meats MILF 2 (2008)
- Cougars On The Prowl (2008)
- Crazy Big Tits 3 (2008)
- Diary of a MILF 9 (2008)
- Double Anal Delight (2008)
- Fortune Cookie Express (2008)
- Hook Ups (2008)
- I Love Your Sexxxy Mom (2008)
- Interracial Ass Shakers (2008)
- MILF Lessons 15 (2008)
- Milf Lessons 19 (2008)
- MILF Soup 6 (2008)
- MILFs Like It Big 1 (2008)
- MILFzilla (2008)
- Mom Got Ass 3 (2008)
- Mommy Got Boobs 2 (2008)
- My First Sex Teacher 14 (2008)
- My Friends Slutty Mom (2008)
- Naughty America: 4 Her 4 (2008)
- Origami So Horny (2008)
- Over 40 Rear Enders (2008)
- Suck My Cock 2 (2008)
- Super Shots: Tushy Talk 4 (2008)
- Throat Fucks 1 (2008)
- Throated 14 (2008)
- Tight Tranny Ass 10 (2008)
- Tittanic (2008)
- Yo Mama's a Chocoholic 3 (2008)
- 3 Cougar Orgy (2009)
- Anal MILF 6 (2009)
- Best of Monster Cock Fuck Fest: Mutant Edition (2009)
- Big Mommy Boobs 3 (2009)
- Big Wet Butts 1 (2009)
- Blowbang Sexxxperience (2009)
- Coed Cock Cravers 5 (2009)
- Cum to Mommy 3 (2009)
- Dirty 30's and Anal 9 (2009)
- Fuck My Asian Ass 2 (2009)
- Fuck My Asian Ass 3 (2009)
- Invading Asia 2 (2009)
- MILF Madness 2 (2009)
- Moms Who Love It Black (2009)
- My Buddy's Hot Mom 4 (2009)
- My Buddy's Hot Mom 5 (2009)
- My Friends Are Fucking My Mom 2 (2009)
- My Wife's Hot Friend 3 (2009)
- Prowling For Cougars 2 (2009)
- Titanic Tits (2009)
- Touch My Tushy 4 (2009)
- Wanna Nail Me Got To Nail My Mom First 2 (2009)
- American Daydreams 7 (2010)
- ATM Queen (2010)
- Big Breast Nurses 4 (2010)
- Big Titted Milfs 2 (2010)
- Couples Seeking Teens 4 (2010)
- Deep Anal Abyss 3 (2010)
- Evil Cuckold 1 (2010)
- Fine White Ass (2010)
- Fuck My Mom and Me 14 (2010)
- Group Sex Junkies (2010)
- Housewife 1 on 1 18 (2010)
- I Like Em White 3 (2010)
- Inside the Orient 4 (2010)
- Midget Fucking Mayhem 1 (2010)
- MILF 11 (2010)
- MILF Legends 3 (2010)
- MILFs Love Chocolate 1 (2010)
- MILFs Love Chocolate 2 (2010)
- MILF's Tale 1 (2010)
- Mommy Loves the Black Cock (2010)
- Mom's Cuckold 4 (2010)
- Monster Cock POV 4 (2010)
- My First Sex Teacher 21 (2010)
- My MILF Boss 5 (2010)
- My Stepdaughter Tossed My Salad 2 (2010)
- My Wife's Hot Friend 7 (2010)
- Seduced by a Cougar 14 (2010)
- Threesomes (2010)
- Transsexual Superstars: Foxxy (2010)
- Wet Juicy Juggs 3 (2010)
- Anal Acrobats 6 (2011)
- Asian Fuck Faces 1 (2011)
- Bang Bus 33 (2011)
- Big Tit Cream Pie 11 (2011)
- Big Tits Boss 18 (2011)
- Can He Score 7 (2011)
- Cougar's Prey 6 (2011)
- Cougarville (2011)
- Dark Fantasy (2011)
- Dark Meat 4 (2011)
- Dude, I Banged Your Mother 4 (2011)
- In the Butt 8 (2011)
- In the Butt 9 (2011)
- Magical Feet 12 (2011)
- Over Stuffed 12 (2011)
- This Isn't Fantasy Island (2011)
- Titterific 14 (2011)
- Transsexual Superstars: Vaniity (2011)
- White Kong Dong 9: Bangin' Your Mom (2011)
- Access My Ass 1 (2012)
- Big Tit Movie (2012)
- Big Trouble in Porn Valley (2012)
- Couples Seeking Teens 9 (2012)
- Cum Vacuums (2012)
- Dirty Rotten Mother Fuckers 5 (2012)
- Huge Big Tits (2012)
- In the Butt 10 (2012)
- Leisure Suit Ralphy XXX: A Hardcore Game Parody (2012)
- MILFs Seeking Boys (2012)
- My Friend's Hot Mom 28 (2012)
- My Friend's Hot Mom 33 (2012)
- Sex and Submission 23392 (2012)
- Stacked MILFs 1 (2012)
- Transsexual Superstars: Carmen Moore (2012)
- Asian Persuasion 3 (2013)
- Asian Persuasion 4 (2013)
- Ava Devine: Cock Star (2013)
- Big Titty MILF Shake 8 (2013)
- Big Titty Mommies (2013)
- Blowjob Winner 15 (2013)
- Cock Sucking Challenge 27 (2013)
- Diesel Dongs 29 (2013)
- Dorm Invasion 6 (2013)
- Fluffers 15 (2013)
- Foot Worship 31069 (2013)
- Fuck a Fan 19 (2013)
- Girls of Bang Bros 24: Britney Amber (2013)
- Handjob Winner 16 (2013)
- Naughty MILFS In Stockings (2013)
- Pornstars Love Trannies (2013)
- Pornstars Love Trannies 2 (2013)
- Public Disgrace 28935 (2013)
- Random Acts of Pornography 6 (2013)
- Sara Jay In Heat 2 (2013)
- Seduced By a Cougar 26 (2013)
- Sexually Broken 106 (2013)
- Sexually Broken 72 (2013)
- Sexually Broken 83 (2013)
- Sexually Broken 91 (2013)
- Sexy MILF Loving (2013)
- Snort That Cum 10 (2013)
- Throat Fuckers (2013)
- Tonight's Girlfriend 13 (2013)
- Anal Buffet 9 (2014)